# کوسه سردوشی پاپوآ
کوسه سردوشی پاپوآ (نام علمی: Hemiscyllium hallstromi) نام یک گونه از تیره گربه‌کوسه‌ماهیان است.